# Роджер Доксі
Роджер Доксі (англ. Rodger Evans Doxsey; 11 березня 1947 — 13 жовтня 2009) — американський фізик і астроном, чільник Інституту космічного телескопа Хаббла (STScI).

## Біографічні відомості
Народився 11 березня 1947 року в Нью-Йорку, був старшим в сім'ї, де було п'ять дітей. Його батько працював у металургійній промисловості, а мати була домогосподаркою. Закінчив Массачусетський технологічний інститут, після цього працював у Центрі космічних досліджень при цьому інституті. Починаючи з 1981 року, вів роботу над створенням космічного телескопа Хаббла, який був запущений на орбіту в 1990 році. Після виведення телескопа на орбіту Доксі був одним з керівників Інституту, що контролював його роботу, і ретельно стежив за ходом спостережень на ньому, в тому числі і забезпечував ремонтні місії.
Помер у віці 62 років від раку.